# Purpuradusta fimbriata
Espèce
Synonymes
- Cypraea fimbriata, Gmelin, 1791

Purpuradusta fimbriata est une espèce de mollusques gastéropodes marins de la famille des Cypraeidae et du genre Purpuradusta . Le manteau de cette espèce est rouge.

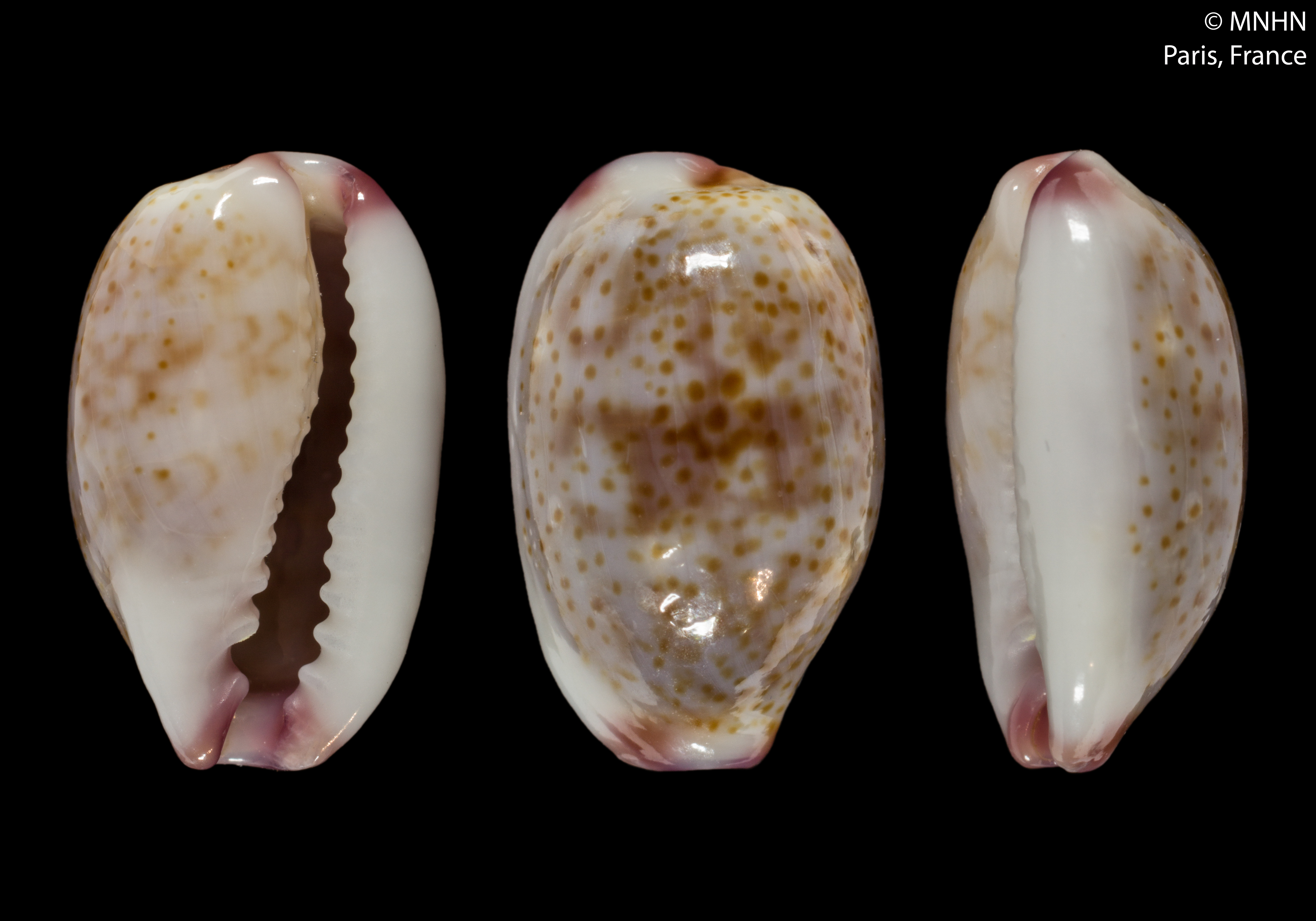
Coquille holotype de la sous-espèce P. fimbriata marquesana (baie de Taiohae, Polynésie française).